# Bygdøy
Bygdøy, o Bygdø és una península situada en el costat occidental d'Oslo, Noruega. Administrativament, Bygdøy pertany al burg de Frogner. Bygdøy és també la seu de cinc museus nacionals així com una propietat reial.

## Turisme

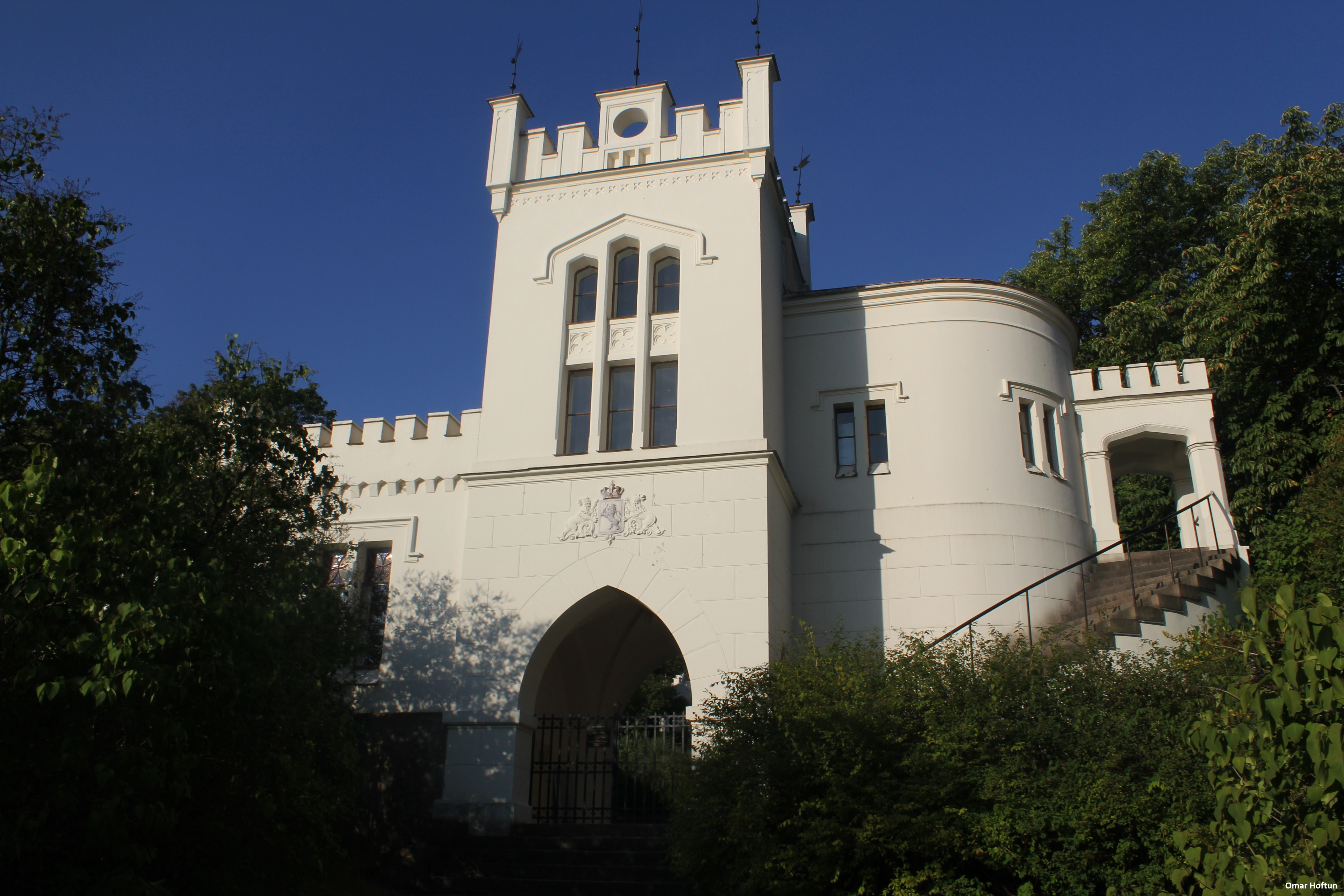
Oscarshall

Bygdøy té parcs, boscos i platges incloent-hi la platja nudista Huk. L'any 1885, hi havia només 111 cases a Bygdøy, però avui, la majoria dels jardins enormes han estat dividits en petites parcel·les de terra, fent de Bygdøy, en gran part, una zona residencial que conserva un perfil demogràfic de luxe. La Propietat Reial Bygdøy (Bygdøy kongsgård), la residència d'estiu oficial del Rei de Noruega i l'Oscarshall, el lloc de la Galeria de la Reina Josefina estan ubicats també aquí. Grans zones d'aquesta àrea com la Propietat Reial Bygdøy són zones de creixement protegides al desenvolupament.

## Museus

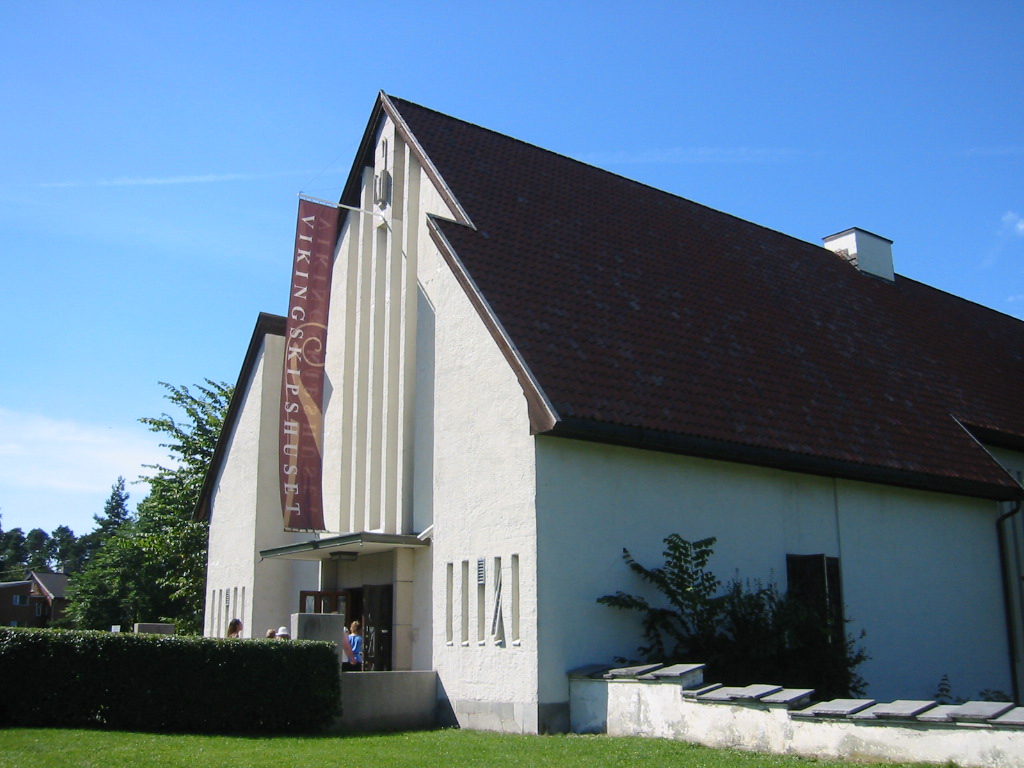
Museu de Vaixells Vikings d'Oslo

A Bygdøy s'hi troben també cinc museus
- Museu Kon-Tiki (Kon-Tiki Museet) – alberga exposicions de les expedicions de Thor Heyerdahl[3]
- Museu del Poble Noruec (Norsk Folkemuseum) – un museu a l'aire lliure amb edificis, re-ubicat de la ciutat i districtes rurals[4]
- Museu de Vaixells Vikings d'Oslo (Vikingskipshuset) – alberga els vaixells d'Oseberg, de Gokstad i de  Tune[5]
- Museu Marítim Noruec (Norsk Maritimt Museum) – exhibicions de la cultura costanera i història marítima[6]
- Museu del Fram (Frammuseet) – Seu del vaixell Fram usat per Roald Amundsen[7]